# Lee Chul-seung
Lee Chul-seung, född 29 juni 1972 i Sydkorea, är en sydkoreansk idrottare som tog OS-brons i bordtennis 1988 i Seoul. Lee lyckades i nästa mästerskap ta OS-brons igen med Yoo Nam-kyu.